# Aedes phillipi
Aedes phillipi är en tvåvingeart som beskrevs av Someren 1949. Aedes phillipi ingår i släktet Aedes och familjen stickmyggor.
Artens utbredningsområde är Madagaskar. Inga underarter finns listade i Catalogue of Life.